# Dialog przed prefacją
Dialog przed prefacją – mówiony lub śpiewany dialog celebransa z wiernymi podczas Eucharystii (mszy św.), poprzedzający prefację.

## Tekst
| Oryginalny tekst łaciński            | Polskie tłumaczenie                    |
| ------------------------------------ | -------------------------------------- |
| V: Dominus vobiscum.                 | K: Pan z wami.                         |
| R: Et cum spiritu tuo.               | W: I z duchem Twoim.                   |
| V: Sursum corda.                     | K: W górę serca.                       |
| R: Habemus ad Dominum.               | W: Wznosimy je do Pana.                |
| V: Gratias agamus Domino Deo nostro. | K: Dzięki składajmy Panu Bogu naszemu. |
| R: Dignum et iustum est.             | W: Godne to i sprawiedliwe.            |

## Geneza
Dialog ten występuje na początku prefacji rozpoczynającej starożytną modlitwę eucharystyczną, zwaną Kanonem rzymskim. Należy on do najstarszych formuł liturgicznych tej modlitwy, zachowaną jeszcze tylko w liturgii eucharystii egipskiej. Według takich historyków liturgii jak Louis Bouyer czy Dom Gregory Dix, dialog ten jest bez wątpienia pochodzenia semickiego i jest jednym ze świadectw paschalnego charakteru wczesnej Eucharystii. Trzeci wers jest zapisem pierwotnego dziękczynienia (dosł. (gr.) eucharistía).
Dialog ten został także zachowany w liturgii Kościoła Ewangelicko-Augsburskiego w RP (w formie niewiele odbiegającej).